# Никопольский завод ферросплавов
Никопольский завод ферросплавов (укр. Нікопольский Завод Феросплавів; НЗФ) — крупное промышленное предприятие, расположенное в 3-х км северо-западнее г. Никополь (Днепропетровская область, Украина).
Является одним из крупнейших предприятий металлургического комплекса Украины, самым крупным ферросплавным предприятием в Европе и вторым в мире по объёму производства марганцевых сплавов (более 11% мирового производства ферросплавов). 75% продукции завода идёт на экспорт.

## История
8 мая 1958 года Совет Министров СССР принял постановление о строительстве в Никополе завода ферросплавов. Строительство начато в ноябре 1962 года и продолжается по сей день. Днем рождения завода стало 25 марта 1966 года 1966 года, когда был подписан акт сдачи в эксплуатацию первой очереди флюсоплавильного цеха. 27 августа 1968 года завод получил первую продукцию.
В 2003 году в ходе приватизационного аукциона 50% плюс 1 акцию завода купил за $77,5 млн консорциум «Приднепровье», принадлежащий группе «Интерпайп» Виктора Пинчука. На приобретение этого пакета акций претендовал также Игорь Коломойский, однако его группа «Приват» не была допущена к аукциону. Позднее компания Пинчука увеличила свой пакет до 73%, а структуры Игоря Коломойского приобрели 26% акций завода. 
В феврале 2005 года новый премьер-министр Украины Юлия Тимошенко начала процесс реприватизации ряда приватизированных предприятий, в том числе и НЗФ, назвав условия приватизации завода дискриминационными. В июне 2005 года стало известно о переговорах Виктора Пинчука о продаже его пакета акций завода российским компаниям «Ренова» и «Евразхолдинг» за $400 млн. Но Юлия Тимошенко предостерегла их от этой покупки, напомнив, что права на продаваемый пакет акций оспариваются в суде.
26 августа 2005 года Высший хозяйственный суд Украины признал продажу пакета акций завода консорциуму «Приднепровье» незаконной. После назначения нового менеджмента завода контроль над ним фактически перешел к группе «Приват». Однако Виктор Пинчук не признал решения суда и собрания акционеров, а сотрудники завода провели забастовку. Конфликт из-за НЗФ стал одной из причин конфликта Юлии Тимошенко с президентом Украины Виктором Ющенко и её последующей отставки. 
14 марта 2007 года Верховный суд Украины отменил решение о признании недействительной приватизации НЗФ в связи с отзывом представителями «Привата» части своих показаний, доказывавших незаконность продажи завода.

## Мощность

Панорама предприятия. (Фото с расстояния 2 км)

Максимальная производственная мощность предприятия составляет 1,200 тыс. тонн ферросплавной продукции в год. В двух основных огромных цехах (520 /50 /55 м) поровну расположены 16 печных агрегатов мощностью от 23 до 75 мега-вольт-ампер и высотой более 50 м, являющиеся на сегодня мощнейшими ферросплавными печами в мире. Численность работников завода в 2013 году составляет до 5691 человек.

## Продукция
Основной продукцией завода является производство марганцевых сплавов (силикомарганец и ферромарганец), необходимых легирующих элементов для производства высококачественных и высокопрочных сплавов в чёрной и цветной металлургии и дальнейшего их использования в различных производственных отраслях. Также завод производит электрофлюсы, электродную массу, агломерат, граншлак, щебень. На территории завода расположена фабрика «Ника», производящая изделия из трикотажа (колготки «Ника»).

## Директора завода
- А. И. Сухоруков (1962—1969),
- В. И. Матюшенко (1970—1980),
- В. Т. Зубанов (1980—1987, погиб),
- Б. Ф. Величко (1987—1995),
- А. В. Коваль (1995—1999),
- В. С. Куцин[укр.] (1999—2005),
- А. Нероба (2005, в.и.о.),
- А. Л. Неустроев[укр.] (2005—2006, в.и.о.)[6],
- В. С. Куцин[укр.] (2006—2022),
- Р. В. Пономаренко (с июля 2022).

## Собственники
- В 2003 году контрольный пакет (50 % + 1 акция) завода был продан консорциуму «Приднепровье» за 80 миллионов долларов.[источник не указан 249 дней]